# Kostel Navštívení Panny Marie (Pravlov)
Kostel Navštívení Panny Marie je římskokatolický chrám v obci Pravlov v okrese Brno-venkov. Je chráněn jako kulturní památka České republiky. Je farním kostelem pravlovské farnosti.

## Historie
Pravlovský kostel pochází ze druhé poloviny 13. století, gotická čtyřboká věž se zděnou helmicí byla postavena na začátku 15. století. K některým barokním úpravám došlo v průběhu 18. století, byla také přistavěna nová sakristie. Celková barokizace jednolodního chrámu s půlkruhově ukončeným kněžištěm byla provedena v roce 1772, pouze věž byla ponechána v původní podobě. Zároveň bylo změněno zasvěcení kostela ze svatého Martina na stávající Navštívení Panny Marie. K rekonstrukci zanedbané stavby došlo na začátku 21. století.
U kostela se nacházel hřbitov, nový, na kraji městečka, byl založen v roce 1800.